# 贺天临
贺天临，中华人民共和国医生、全国脱贫攻坚先进个人。

## 生平
贺天临任上海中医药大学附属岳阳中西医结合医院门急诊办公室副主任。因在脱贫攻坚战中作出突出贡献，2021年2月25日全国脱贫攻坚总结表彰大会上，贺天临被授予“全国脱贫攻坚先进个人”。